# Olga Connolly
Olga Connolly z domu Fikotová (ur. 13 listopada 1932 w Pradze, zm. 12 kwietnia 2024) – czechosłowacka, a później amerykańska lekkoatletka, dyskobolka, mistrzyni olimpijska.
Fikotová startowała w barwach Czechosłowacji na igrzyskach olimpijskich w 1956 w Melbourne, gdzie zdobyła złoty medal, pokonując reprezentantki ZSRR Irinę Bieglakową i Ninę Ponomariową. Podczas tych zawodów poznała amerykańskiego młociarza Harolda Connolly’ego, za którego wyszła w 1957 (para rozwiodła się w połowie lat 1970). Od tego czasu startowała w barwach Stanów Zjednoczonych pod nazwiskiem Connolly. Zdobyła pięciokrotnie mistrzostwo Stanów Zjednoczonych (1957, 1960, 1962, 1964, 1968, poprzednio była mistrzynią Czechosłowacji w 1955 i 1956). Brała jeszcze czterokrotnie udział w igrzyskach olimpijskich, ale nie zdobyła już żadnego medalu (najwyższe miejsca to 6. w 1968 i 7. w 1960). Podczas ceremonii otwarcia igrzysk olimpijskich w 1972 była chorążym ekipy amerykańskiej.
Pięciokrotnie poprawiała rekord Czechosłowacji w rzucie dyskiem do wyniku 53,69 m, uzyskanego 23 listopada 1956 w Melbourne, a czterokrotnie rekord Stanów Zjednoczonych w tej konkurencji do rezultatu 56,46, osiągniętego 27 maja 1972 w Modesto. Jej rekord życiowy wynosił 57,60 m (9 sierpnia 1972 w Los Angeles).